# Littleblack-Nunatakker
Die Littleblack-Nunatakker sind eine verstreute Gruppe aus etwa einem Dutzend schwarzer Nunatakker in der antarktischen Ross Dependency. Sie ragen auf der Südostseite des Byrd-Firnfelds in einer Entfernung von 6 km südöstlich der All-Blacks-Nunatakker und 25 km südwestlich des Mount Nares der Churchill Mountains auf.
Teilnehmer einer von 1960 bis 1961 dauernden Kampagne im Rahmen der New Zealand Geological Survey Antarctic Expedition kartierten und benannten sie.